# Марія Зубкова
Марія Зубкова (словац. Mária Zubková; нар. 29 квітня 1984, Вранов-над-Теплою, Чехословаччина) — словацька футболістка, півзахисниця. Виступала за національну збірну Словаччини.

## Клубна кар'єра
Футбольну кар'єру розпочав 1996 року в ДФК (Пряшів). 2 грудня 2004 року перейшла до представника австрійської Бундесліги «АСК Ерлаа». 20 червня 2009 року підписала контракт з АСВ (Шпрацерн). 23 січня 2013 року Зубкова підписала контракт з «Альтенмаркт».

## Кар'єра в збірній
Виступала за національну збірну Словаччини, до 2009 року провела 9 матчів та відзначилася 1-м голом.